# I Wanna Know
〈I Wanna Know〉是瑞典音樂人Alesso和臺灣歌手蔡依林的歌曲。該歌曲由蔡依林、Alessandro Lindblad、Kahouly Nicolay Sereba、Vincent Dery及Ozzy Jaquesson Sowe創作、Alessandro Lindblad製作。該歌曲於2016年9月30日由凌時差音樂和Amy Thomson Management以單曲形式發行。

## 背景和發行
2016年9月30日，蔡依林以亞洲歌手代表身份參加中國上海舉辦的「國際音樂峰會—亞太峰會」。同日，Alesso發行和蔡依林合作的英文單曲〈I Wanna Know〉。同年10月10日，蔡依林發布該歌曲的MV。

## 商業表現
該歌曲獲得2016年臺灣Hit FM年度百首單曲第25名。

## 評價
新浪娛樂評論指出，蔡依林版本為早前Alesso和Nico & Vinz合作曲的翻唱，但兩首歌在節奏和音樂情緒上截然不同。新版〈I Wanna Know〉帶有都市時尚感，呈現如Urban Club般迷幻的視覺氛圍，同時具備熱情與陽光。節奏呈現清涼暢快，而非慵懶散漫。Alesso的新編曲節制且適度，將濃郁的音樂情緒融入中板節奏，使聽者能逐步消化吸收，避免激進粗暴的刺激。伴隨深沈電貝斯演奏，展現成人世界的狂野韻律與優雅的瘋狂。
騰訊娛樂樂評人April Yin表示，作為電音界新秀，Alesso獲瑪丹娜盛讚為EDM界巨星。雖為EDM製作人，Alesso在〈I Wanna Know〉注入非傳統House及Trance的風格，採用開放結構，融入迪斯可的貝司線、放克的吉他掃弦和未來貝斯的節奏，整體呈現新潮時尚，兼具科技感及人性浪漫，避免EDM常見的機械印象。
騰訊娛樂樂評人三石一聲指出，Alesso創作的〈I Wanna Know〉雖以EDM為基礎，但不同於多數電子舞曲歌頌「及時行樂」思想，該曲透過女生反覆追問「I wanna know, where do we go, where do we go from here」表達惆悵情緒，呈現EDM另一種面貌。

## 現場表演
2016年10月1日，Alesso和蔡依林於中國上海舉辦的「風暴電音節」合作表演〈I Wanna Know〉。

## 發行歷史
| 地區 | 日期          | 格式              | 經銷商                            |
| ---- | ------------- | ----------------- | --------------------------------- |
| 全球 | 2014年6月13日 | 數位下載 串流媒體 | 凌時差音樂 Amy Thomson Management |